# Leichtathletik-Weltmeisterschaften 2001/400 m der Männer

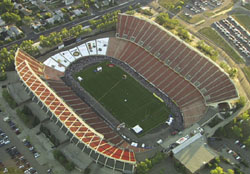
Das Commonwealth Stadium von Edmonton im Jahr 2005

Der 400-Meter-Lauf der Männer bei den Leichtathletik-Weltmeisterschaften 2001 wurde vom 4. bis 6. August 2001 im Commonwealth Stadium der kanadischen Stadt Edmonton ausgetragen.
Weltmeister wurde Avard Moncur von den Bahamas.

Silber gewann der Deutsche Ingo Schultz.

Wiederum mit Bronze belohnt wurde wie schon bei den Olympischen Spielen 1996 und 2000 sowie den Weltmeisterschaften 1995 der Jamaikaner Gregory Haughton, der außerdem bei den Panamerikanischen Spielen 1999 Gold gewonnen hatte. Mit der 4-mal-400-Meter-Staffel seines Landes hatte er darüber hinaus 1995 WM-Silber, 1999 WM-Bronze, 1996 und 2000 jeweils Olympiabronze sowie bei den Panamerikanischen Spielen 1999 Gold errungen. Hier in Edmonton gab es für ihn mit der 4-mal-400-Meter-Staffel am Schlusstag noch einmal Bronze.

## Bestehende Rekorde
| Weltrekord | 43,18 s | Michael Johnson | WM 1999 in Sevilla, Spanien | 26. August 1999 |
| WM-Rekord  | 43,18 s | Michael Johnson | WM 1999 in Sevilla, Spanien | 26. August 1999 |

Der bestehende WM-Rekord wurde bei diesen Weltmeisterschaften nicht eingestellt und nicht verbessert.
Es wurden drei Landesrekorde aufgestellt:
- 47,87 s – Yoube Ould H'meïde (Mauretanien), 3. Vorlauf am 4. August
- 45,54 s – Jimisola Laursen (Schweden), 6. Vorlauf am 4. August
- 45,54 s – Malik Louahla (Algerien), 7. Vorlauf am 4. August

## Doping
Dieser Wettbewerb war durch zwei Dopingfälle belastet.
- Der zunächst viertplatzierte Antonio Pettigrew (USA) gestand, ab 1997 Dopingmittel von Angel Heredia, einem mexikanischen Händler, bezogen zu haben, darunter Erythropoetin, auch bekannt als EPO, sowie Wachstumshormone. Daraufhin wurden ihm einige Resultate aberkannt, darunter seine beiden Ergebnisse von diesen Weltmeisterschaften über 400 Meter und 4 × 400 m – er war Mitglied des zunächst siegreichen US-Teams.[2]
- Der zunächst im Halbfinale ausgeschiedene US-Amerikaner Jerome Young hat eine längere Dopingvergangenheit aufzuweisen bis lange nach diesen Weltmeisterschaften. Nach mehreren Verstößen unter anderem mit Erythropoetin wurden ihm 2004 zahlreiche Medaillen und Resultate – darunter auch von diesen Weltmeisterschaften – aberkannt und er erhielt eine lebenslange Sperre. Auch er war Mitglied der disqualifizierten ursprünglich siegreichen US-Staffel.[3]

Betroffen von diesen Dopingvergehen waren mehrere Athleten:
- Ein im Halbfinale ausgeschiedener Läufer hätte über die Zeitregel am Finale teilnehmen können. Aufgrund von Zeitgleichheit bis auf die Hundertstelsekunde kamen dafür zwei Starter infrage. Beide hatten im ersten bzw. dritten Halbfinalrennen 45,14 s erzielt. Hier hätten die Tausendstelsekunden oder evtl. auch ein Ausscheidungslauf entscheiden müssen. Die beiden Teilnehmer waren:
  - Mark Richardson, (Großbritannien)
  - Malik Louahla, (Algerien)
- Ein im Vorlauf ausgeschiedener Läufer hätte über seine Platzierung als Dritter im vierten Vorlauf am Halbfinale teilnehmen können. Dies war:
  - Sanjay Ayre, (Jamaika)
- Ein weiterer im Vorlauf ausgeschiedener Läufer wäre über die Zeitregel im Halbfinale startberechtigt gewesen. Aufgrund von Zeitgleichheit bis auf die Hundertstelsekunde kamen zwei Starter infrage. Beide hatten im ersten bzw. vierten Vorlauf 45,82 s erzielt. Hier hätten die Tausendstelsekunden oder evtl. auch ein Ausscheidungslauf entscheiden müssen. Die beiden Teilnehmer waren:
  - Karel Bláha, (Tschechien)
  - Ato Modibo, (Trinidad und Tobago)

## Vorrunde
Die Vorrunde wurde in sieben Läufen durchgeführt. Die ersten drei Athleten pro Lauf – hellblau unterlegt – sowie die darüber hinaus drei zeitschnellsten Läufer – hellgrün unterlegt – qualifizierten sich für das Halbfinale.
Anmerkung zur Frage der Berechtigung zur Halbfinalteilnahme:

Die wegen Dopingvergehen lange später disqualifizierten Antonio Pettigrew und Jerome Young versperrten zwei Läufern die Teilnahme am Finale. Über seine Platzierung als Dritter im vierten Vorlauf hätte der Jamaikaner Sanjay Ayre sich als einer dieser beiden direkt für das Halbfinale qualifiziert. Für die weitere eigentliche Berechtigung zur Halbfinalteilnahme kommen der Tscheche Karel Bláha sowie Ato Modibo aus Trinidad und Tobago infrage, die mit jeweils 45,82 s aus dem ersten bzw. vierten Vorlauf bis auf die Hundertstelsekunde zeitgleich waren. Hier hätten die Tausendstelsekunden oder evtl. auch ein Ausscheidungslauf entscheiden müssen.

### Vorlauf 1
4. August 2001, 9:45 Uhr
| Platz | Name                | Nation     | Zeit (s)                                      |
| ----- | ------------------- | ---------- | --------------------------------------------- |
| 1     | Avard Moncur        | Bahamas    | 44,88                                         |
| 2     | Marcus La Grange    | Südafrika  | 45,20                                         |
| 3     | Robert Maćkowiak    | Polen      | 45,27                                         |
| 4     | Anderson dos Santos | Brasilien  | 45,47                                         |
| 5     | Karel Bláha         | Tschechien | 45,82 evtl. berechtigt zur Halbfinalteilnahme |
| 6     | Tomas Coman         | Irland     | 45,90                                         |
| DSQ   | Jewhen Sjukow       | Ukraine    | IAAF Rule 163.3 – Bahnübertreten              |

### Vorlauf 2
4. August 2001, 9:51 Uhr
| Platz | Name               | Nation         | Zeit (s) |
| ----- | ------------------ | -------------- | -------- |
| 1     | Alleyne Francique  | Grenada        | 45,66    |
| 2     | Mark Richardson    | Großbritannien | 45,66    |
| 3     | Piotr Rysiukiewicz | Polen          | 45,99    |
| 4     | Ezra Sambu         | Kenia          | 46,18    |
| 5     | Amin Badawy Goma’a | Ägypten        | 46,29    |
| 6     | Alessandro Attene  | Italien        | 46,56    |
| 7     | Kenji Tabata       | Japan          | 46,68    |
| 8     | Carlton Fortune    | Suriname       | 52,69    |

### Vorlauf 3
4. August 2001, 9:57 Uhr
| Platz | Name                | Nation              | Zeit (s)                                         |
| ----- | ------------------- | ------------------- | ------------------------------------------------ |
| 1     | Hamdan al-Bishi     | Saudi-Arabien       | 45,00                                            |
| 2     | Michael McDonald    | Jamaika             | 45,02                                            |
| 3     | Sugath Thilakaratne | Sri Lanka           | 45,41                                            |
| 4     | Ato Modibo          | Trinidad und Tobago | 45,82 eigentlich für das Halbfinale qualifiziert |
| 5     | Takahiko Yamamura   | Japan               | 47,22                                            |
| 6     | Álvaro James        | Costa Rica          | 47,46                                            |
| 7     | Yoube Ould H'meïde  | Mauretanien         | 47,87 NR                                         |
| DOP   | Jerome Young        | USA                 | für das Halbfinale zugelassen                    |

### Vorlauf 4
4. August 2001, 10:03 Uhr
| Platz | Name                  | Nation              | Zeit (s)                                      |
| ----- | --------------------- | ------------------- | --------------------------------------------- |
| 1     | Éric Milazar          | Mauritius           | 45,94                                         |
| 2     | Piotr Długosielski    | Polen               | 46,49                                         |
| 3     | Sanjay Ayre           | Jamaika             | 46,96 evtl. berechtigt zur Halbfinalteilnahme |
| 4     | Adriaan Botha         | Südafrika           | 47,32                                         |
| 5     | Kenmore Hughes        | Antigua und Barbuda | 48,18                                         |
| 6     | Meshaal Saad al-Harbi | Kuwait              | 48,19                                         |
| DNF   | Arnold Payne          | Simbabwe            |                                               |
| DOP   | Antonio Pettigrew     | USA                 | für das Halbfinale zugelassen                 |

### Vorlauf 5

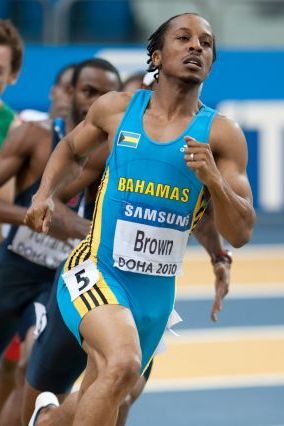
Als Vierter seines Vorlaufs verpasste Chris Brown die nächste Runde um einen Rang

4. August 2001, 10:09 Uhr
| Platz | Name                         | Nation         | Zeit (s) |
| ----- | ---------------------------- | -------------- | -------- |
| 1     | Gregory Haughton             | Jamaika        | 45,54    |
| 2     | David Canal                  | Spanien        | 45,60    |
| 3     | Iwan Thomas                  | Großbritannien | 45,92    |
| 4     | Chris Brown                  | Bahamas        | 46,01    |
| 5     | Sunday Bada                  | Nigeria        | 46,12    |
| 6     | Flávio Godoy                 | Brasilien      | 46,13    |
| 7     | Muhamad Zaiful Zainal Abidin | Malaysia       | 46,46    |
| 8     | Kerth Gumbs                  | Anguilla       | 57,83    |

### Vorlauf 6
4. August 2001, 10:15 Uhr
| Platz | Name                 | Nation      | Zeit (s) |
| ----- | -------------------- | ----------- | -------- |
| 1     | Ingo Schultz         | Deutschland | 45,11    |
| 2     | Leonard Byrd         | USA         | 45,35    |
| 3     | Shane Niemi          | Kanada      | 45,41    |
| 4     | Jimisola Laursen     | Schweden    | 45,54 NR |
| 5     | Rohan Pradeep Kumara | Sri Lanka   | 46,46    |
| 6     | Sofiane Labidi       | Tunesien    | 47,03    |
| 7     | William Hernández    | Venezuela   | 47,26    |
| 8     | Bheki Malima         | Swasiland   | 49,61    |

### Vorlauf 7
4. August 2001, 10:21 Uhr
| Platz | Name                 | Nation         | Zeit (s) |
| ----- | -------------------- | -------------- | -------- |
| 1     | Malik Louahla        | Algerien       | 45,13 NR |
| 2     | Hendrick Mokganyetsi | Südafrika      | 45,15    |
| 3     | Marc Raquil          | Frankreich     | 45,55    |
| 4     | Benjamin Youla       | Republik Kongo | 45,92    |
| 5     | Jamie Baulch         | Großbritannien | 46,15    |
| 6     | Dmitri Golowastow    | Russland       | 46,26    |
| 7     | Jun Osakada          | Japan          | 46,86    |
| 8     | Emmanuel De Lorenzi  | Monaco         | 55,57    |

## Halbfinale
Aus den drei Halbfinalläufen qualifizierten sich die jeweils ersten beiden Athleten – hellblau unterlegt – sowie die darüber hinaus zwei zeitschnellsten Läufer – hellgrün unterlegt – für das Finale.
Anmerkung zur Frage der Berechtigung zur Finalteilnahme:

Der wegen Dopingvergehen lange später disqualifizierte Antonio Pettigrew versperrte einem Läufer die Teilnahme am Finale. Für die eigentliche Berechtigung zur Finalteilnahme kommen dabei der Brite Mark Richardson und der Algerier Malik Louahla infrage, die mit jeweils 45,14 s aus dem ersten bzw. dritten Halbfinalrennen bis auf die Hundertstelsekunde zeitgleich waren. Hier hätten die Tausendstelsekunden oder evtl. auch ein Ausscheidungslauf entscheiden müssen.

### Halbfinallauf 1

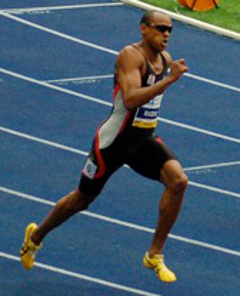
Marc Raquil erreichte mit seinen 45,22 s nicht das Finale
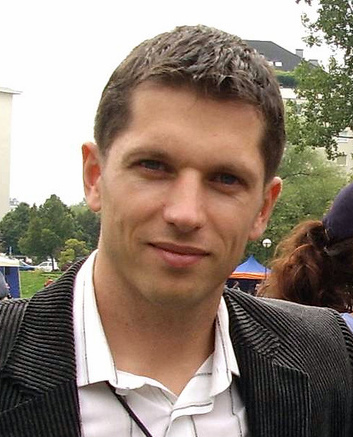
46,12 s waren zu wenig für Piotr Rysiukiewicz, um im Finale dabei zu sein

5. August 2001, 15:50 Uhr
| Platz | Name                | Nation         | Zeit (s)                                  |
| ----- | ------------------- | -------------- | ----------------------------------------- |
| 1     | Avard Moncur        | Bahamas        | 44,89                                     |
| 2     | Alleyne Francique   | Grenada        | 45,11                                     |
| 3     | Mark Richardson     | Großbritannien | 45,14 evtl. berechtigt zur Finalteilnahme |
| 4     | Marc Raquil         | Frankreich     | 45,22                                     |
| 5     | David Canal         | Spanien        | 45,50                                     |
| 6     | Anderson dos Santos | Brasilien      | 45,83                                     |
| 7     | Piotr Rysiukiewicz  | Polen          | 46,12                                     |
| DOP   | Antonio Pettigrew   | USA            | für das Finale zugelassen                 |

### Halbfinallauf 2

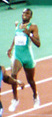
Hendrick Mokganyetsi erreichte 45,99 s in seinem Halbfinallauf und schied damit aus
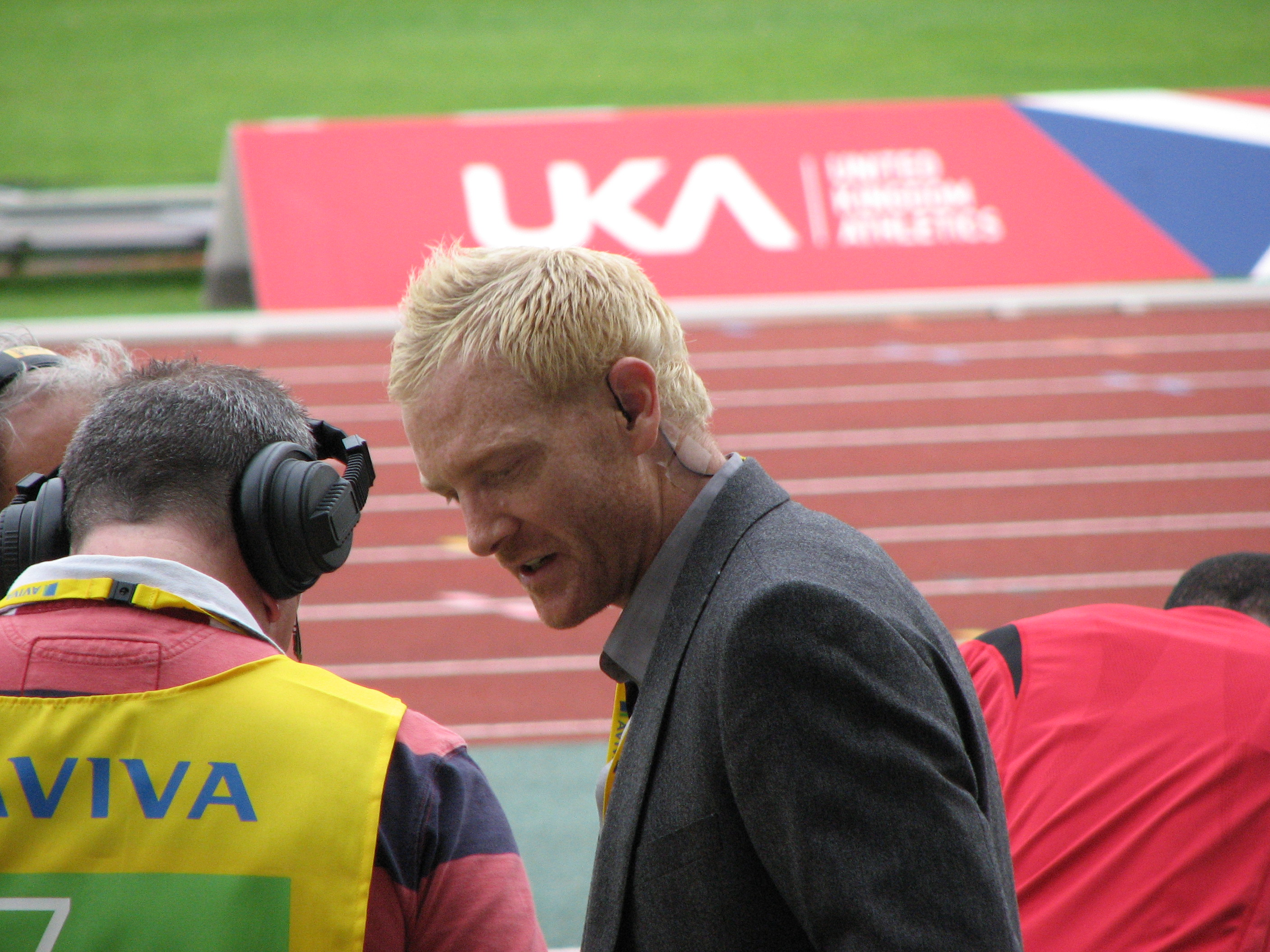
Iwan Thomas (rechts) blieb als Achter und Letzter des zweiten Halbfinalrennens in 46,72 s chancenlos

5. August 2001, 15:57 Uhr
| Platz | Name                 | Nation         | Zeit (s) |
| ----- | -------------------- | -------------- | -------- |
| 1     | Gregory Haughton     | Jamaika        | 44,83    |
| 2     | Éric Milazar         | Mauritius      | 44,92    |
| 3     | Hamdan al-Bishi      | Saudi-Arabien  | 45,10    |
| 4     | Leonard Byrd         | USA            | 45,39    |
| 5     | Shane Niemi          | Kanada         | 45,91    |
| 6     | Hendrick Mokganyetsi | Südafrika      | 45,99    |
| 7     | Piotr Długosielski   | Polen          | 46,62    |
| 8     | Iwan Thomas          | Großbritannien | 46,72    |

### Halbfinallauf 3
5. August 2001, 16:04 Uhr
| Platz | Name                | Nation      | Zeit (s)                                  |
| ----- | ------------------- | ----------- | ----------------------------------------- |
| 1     | Ingo Schultz        | Deutschland | 44,66                                     |
| 2     | Robert Maćkowiak    | Polen       | 44,84                                     |
| 3     | Malik Louahla       | Algerien    | 45,14 evtl. berechtigt zur Finalteilnahme |
| 4     | Marcus La Grange    | Südafrika   | 45,44                                     |
| 5     | Jimisola Laursen    | Schweden    | 45,62                                     |
| 6     | Sugath Thilakaratne | Sri Lanka   | 45,69                                     |
| DOP   | Jerome Young        | USA         |                                           |
| DNF   | Michael McDonald    | Jamaika     |                                           |

## Finale
6. August 2001, 18:25 Uhr
| Platz | Name              | Nation        | Zeit (s) |
| ----- | ----------------- | ------------- | -------- |
| 1     | Avard Moncur      | Bahamas       | 44,64    |
| 2     | Ingo Schultz      | Deutschland   | 44,87    |
| 3     | Gregory Haughton  | Jamaika       | 44,98    |
| 4     | Éric Milazar      | Mauritius     | 45,13    |
| 5     | Hamdan al-Bishi   | Saudi-Arabien | 45,23    |
| 6     | Alleyne Francique | Grenada       | 46,23    |
| DNF   | Robert Maćkowiak  | Polen         |          |
| DOP   | Antonio Pettigrew | USA           |          |

Robert Maćkowiak erschien zwar am Start, konnte das Rennen aber wegen einer Verletzung nicht aufnehmen.

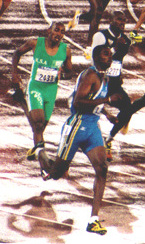
Weltmeister Avard Moncur (Mitte), außerdem auf dem Foto aus dem Halbfinale der Olympischen Spiele 2000: der fünftplatzierte Hamdan al-Bishi (in Grün)
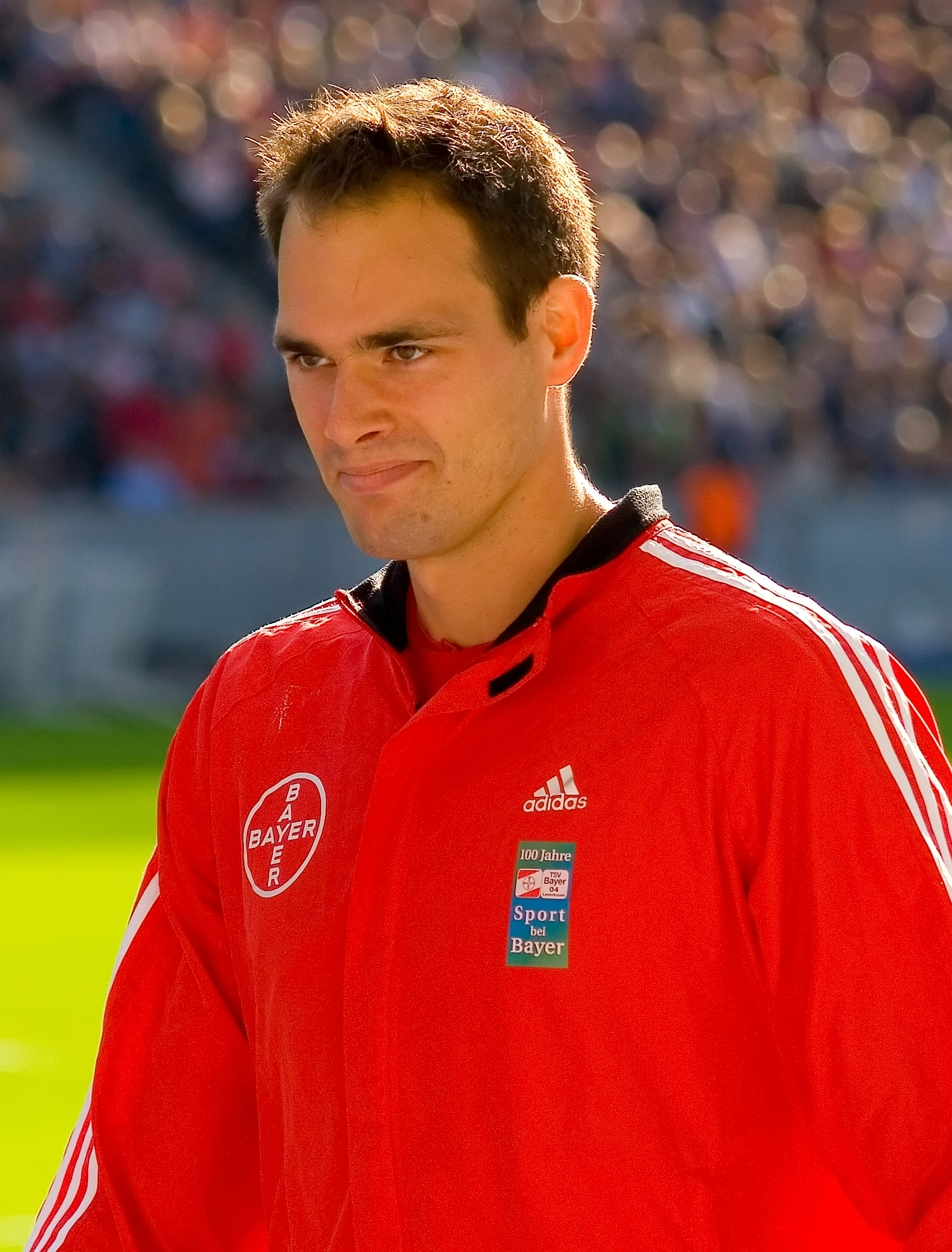
Vizeweltmeister Ingo Schultz
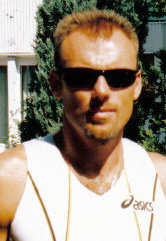
Robert Maćkowiak konnte das Rennen wegen einer Verletzung nicht aufnehmen.

## Video
- Men's 400m Final - 2001 IAAF World Championships auf youtube.com, abgerufen am 7. August 2020